# A Moment Of Love
A Moment Of Love – drugi album studyjny niemieckiego zespołu muzycznego La Bouche. Płyta została wydana 17 listopada 1997 roku i zawiera czternaście utworów.

## Lista utworów
| Nr  | Tytuł                                   | Długość |
| --- | --------------------------------------- | ------- |
| 1.  | You Won't Forget Me                     | 4:17    |
| 2.  | Unexpected Lovers                       | 4:25    |
| 3.  | S.O.S                                   | 3:49    |
| 4.  | A Moment Of Love                        | 4:25    |
| 5.  | Whenever You Want                       | 4:25    |
| 6.  | I Can't Stand The Rain                  | 3:24    |
| 7.  | On A Night Like This                    | 3:23    |
| 8.  | Body & Soul                             | 4:41    |
| 9.  | Say You'll Be Mine                      | 3:58    |
| 10. | Don't Let The Rain                      | 3:34    |
| 11. | Sweet Little Persuader                  | 3:54    |
| 12. | Say It With Love                        | 3:42    |
| 13. | You Won't Forget Me (House Mix)         | 4:01    |
| 14. | Candle In The Wind '97 (Gospel Version) | 5:36    |